# Renzo Travanut
Renzo Travanut (Aquileia, 1º aprile 1946) è un politico italiano.

## Biografia
Esponente del Partito Comunista Italiano, ha poi aderito al Partito Democratico della Sinistra, seguendone le sorti. Fu consigliere regionale in Friuli-Venezia Giulia e ricoprì la carica di presidente della Regione da gennaio a luglio 1994. Sedette nuovamente in consiglio regionale dal 1998 al 2003.
Nel maggio 2013 è stato nominato segretario regionale del Partito Democratico, in sostituzione di Debora Serracchiani, rimanendo alla guida dei democratici friuliani fino al febbraio 2014.